# Étinehem-Méricourt
Étinehem-Méricourt ist eine Gemeinde in Frankreich. Sie gehört zum Département Somme in der Region Hauts-de-France und zum Kanton Albert im Arrondissement Péronne. Sie entstand am 1. Januar 2017 als Commune nouvelle durch die Zusammenlegung von Étinehem und Méricourt-sur-Somme per Dekret vom 11. Juli 2016. Diese sind seither Communes déléguées. Étinehem ist der Hauptort (französisch Chef-lieu).

## Gliederung
| Ortsteil                   | ehemaliger INSEE-Code | Fläche (km²) | Einwohnerzahl (2016) |
| -------------------------- | --------------------- | ------------ | -------------------- |
| Étinehem (Verwaltungssitz) | 80295                 | 11,08        | 372                  |
| Méricourt-sur-Somme00      | 80532                 | 07,14        | 215                  |

## Geografie
Étinehem liegt nördlich und Méricourt südlich der Somme, die dort Mäander bildet. Nachbargemeinden sind Méaulte im Norden, Bray-sur-Somme und La Neuville-lès-Bray im Osten, Proyart und Morcourt im Süden sowie Chipilly und Morlancourt im Westen.

## Sehenswürdigkeiten
- Kirchen Saint-Martin in Méricourt und Saint-Pierre in Étinehem
- Kriegerdenkmal in Étinehem

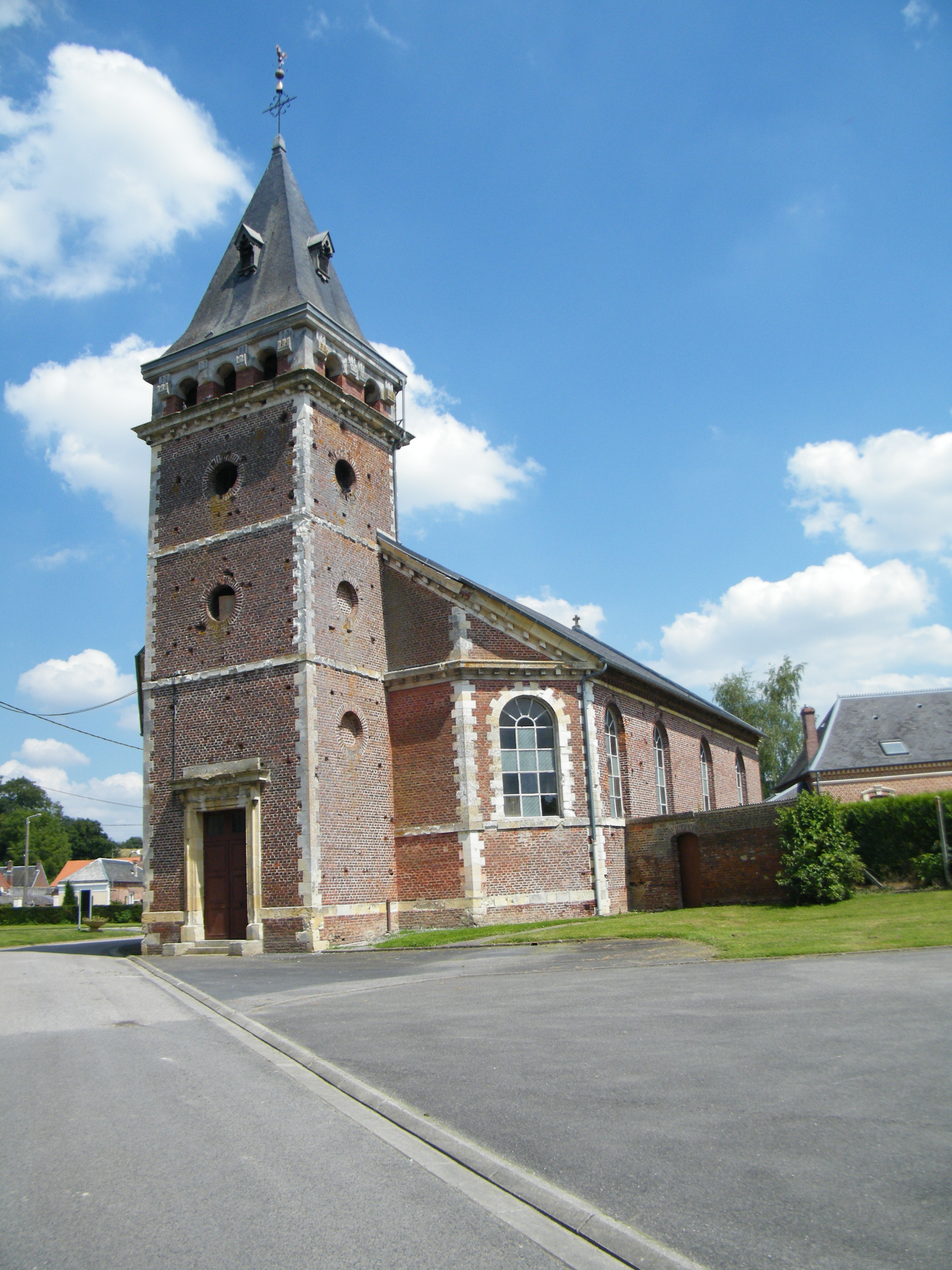
Kirche Saint-Martin
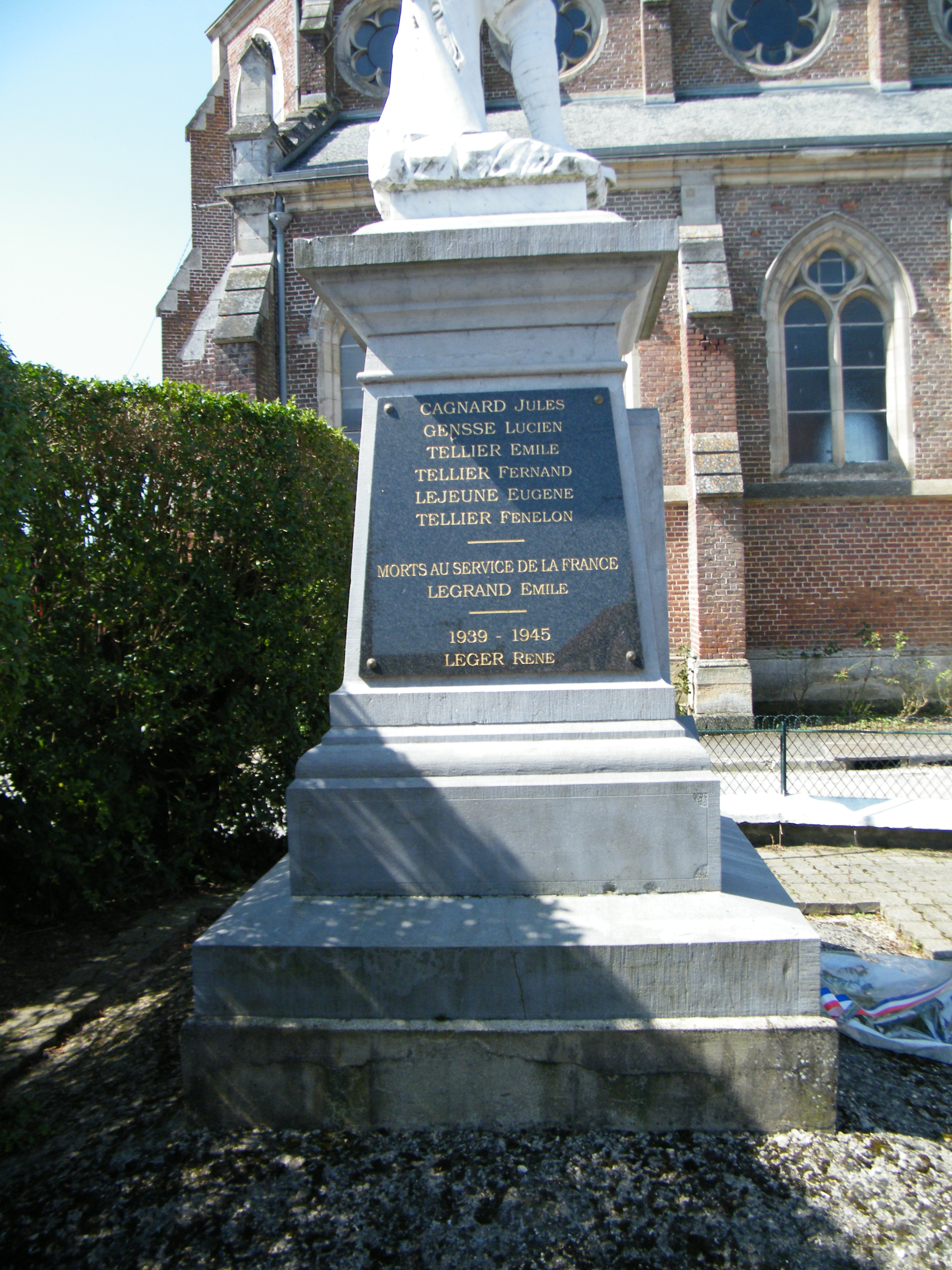
Kriegerdenkmal
Kirche Saint-Pierre